# Феријере (Ла Специја)
Феријере је насеље у Италији у округу Ла Специја, региону Лигурија.
Према процени из 2011. у насељу је живело 8 становника. Насеље се налази на надморској висини од 208 м.